# Kastanjekricka
Kastanjekricka (Anas castanea) är en fågel i familjen änder inom ordningen andfåglar.

## Utseende
Hane kastanjekricka är en mycket karakteristiskt tecknad fågel, med metallgrönt huvud och djupt kastjebruna flanker. Honan är mycket mer anspråkslös, med helt grå fjäderdräkt och rundad hjässa. Honan skiljer sig från gråkrickan bland annat genom något mörkare hals. I flykten syns tydliga vita vingpaneler, vilket skiljer den från stripandens lila eller gröna vingspeglar.

## Utbredning och systematik
Kastanjekricka förekommer i kärr och våtmarker i sydvästra och sydöstra Australien och på Tasmanien. Den behandlas antingen som monotypisk, eller delas in i två underarter med följande utbredning:
- Anas castanea alexanderi – sydvästra Australien
- Anas castanea alexanderi – östra Australien, inklusive Tasmanien

## Status
Arten har ett stort utbredningsområde och internationella naturvårdsunionen IUCN kategoriserar arten som livskraftig. Beståndsutvecklingen är dock oklar. Världspopulationen uppskattas till 70 000 adulta individer.

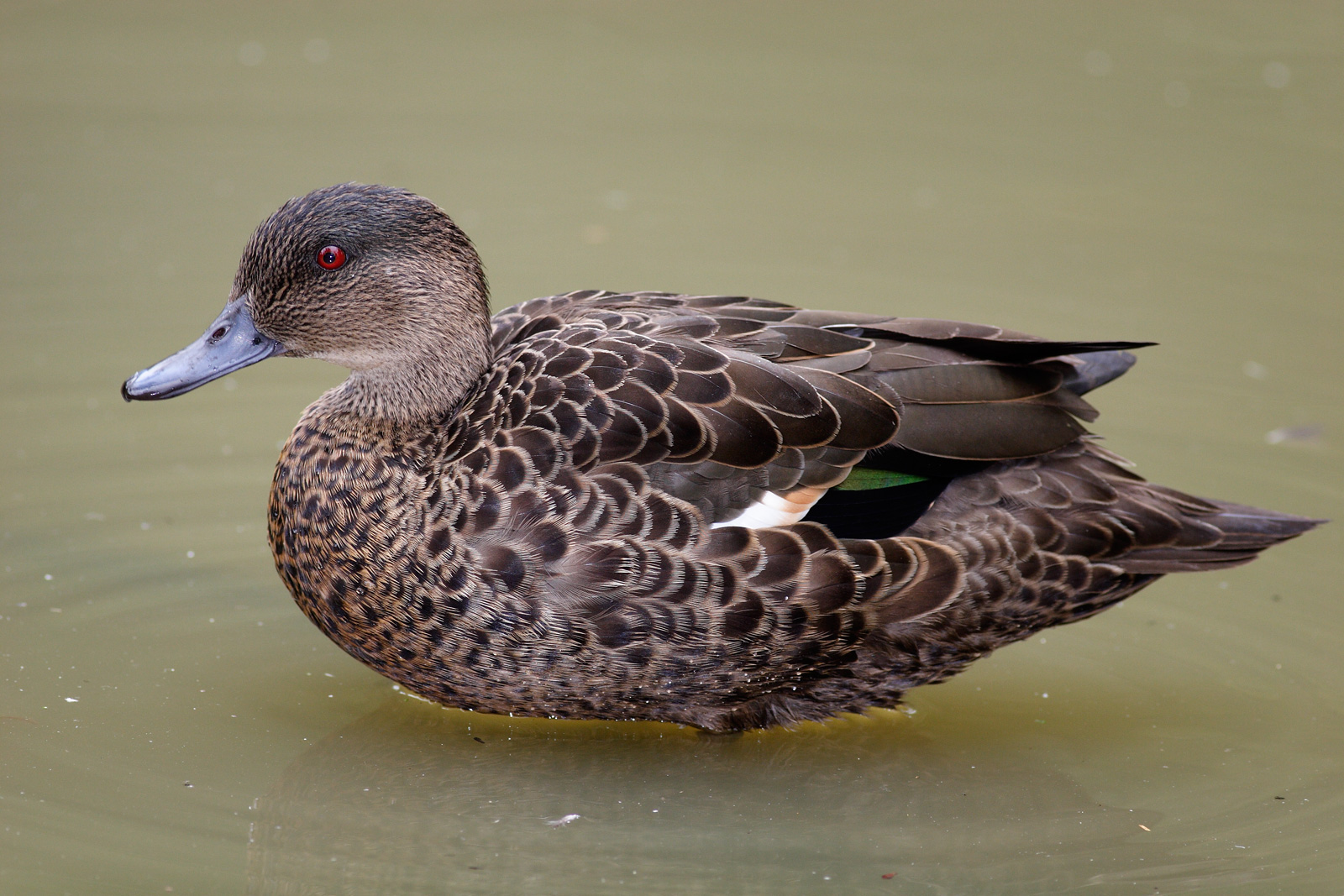
Hona